# 和気神社
和気神社（わけじんじゃ）は、岡山県和気郡和気町にある神社。旧社格は県社。和気氏発祥の地、和気清麻呂生誕地にある和気氏の氏神として知られる。

## 祭神
主神
- 鐸石別命（ぬでしわけのみこと）

配神
- 弟彦王（おとひこおう）
- 和気清麻呂命
- 和気広虫姫命
- 佐波良命（さわらのみこと） - 清麻呂の高祖父
- 伎波豆命（きはずのみこと） - 清麻呂の曾祖父
- 宿奈命（すくなのみこと） - 清麻呂の祖父
- 乎麻呂命（おまろのみこと） - 清麻呂の父

相殿
- 応神天皇

## 概要
同地は和気氏の発祥の地であり、和気氏の遠祖である鐸石別命（ぬでしわけのみこと）を氏神として祀ったのが起源とされる。創建年代は不詳。天正19年（1591年）に社殿が水害に遭い現在地に遷座した。
明治42年（1909年）和気氏の祖先で鐸石別命の曾孫にあたる弟彦王（おとひこおう）、和気清麻呂、和気広虫も祭神として加えられた。また国造神社に祀られていた佐波良命、伎波豆命、宿奈命、乎麻呂命が合祀された。
大正3年（1914年）和気神社と復称。大正8年（1919年）応神天皇を相殿として祀り、県社に列した。県社ながら、昭和天皇の岡山行幸の際には幣帛を賜わるなど、官国幣社と同等に扱われた。

## 境内

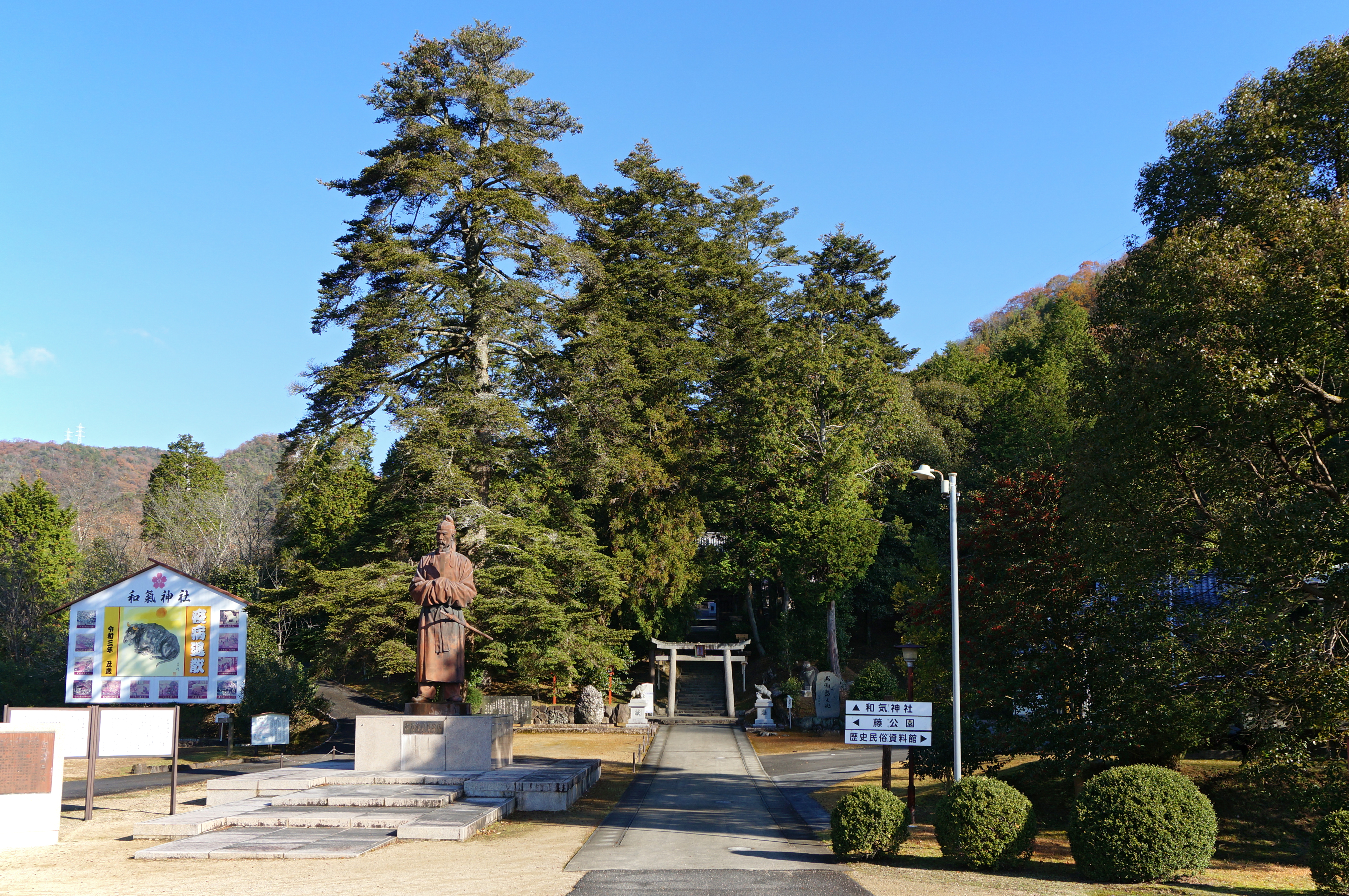
表参道、左手に和気清麻呂像

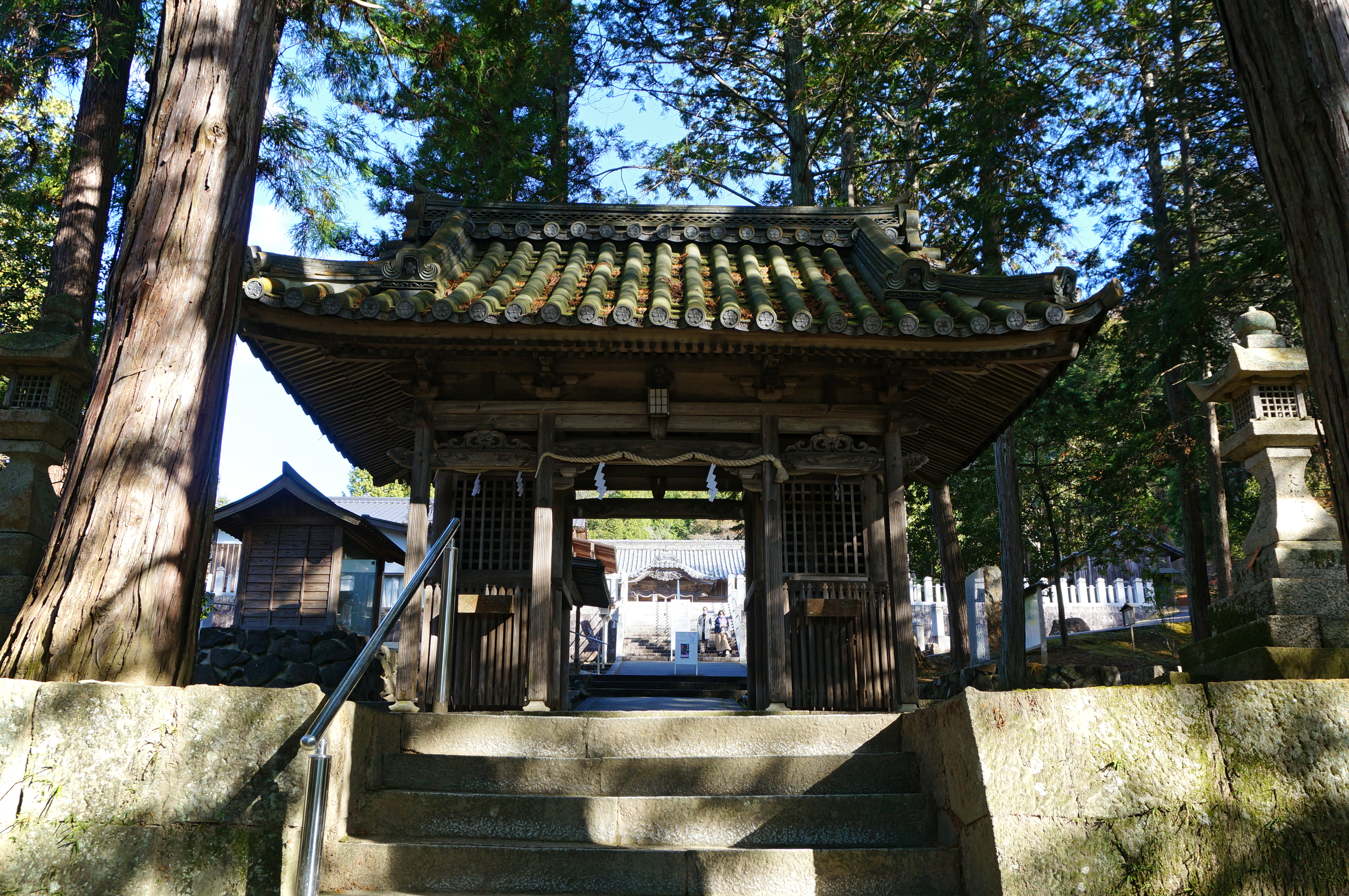
随神門

拝殿前には全国的にも珍しい狛猪がある。猪が清麻呂の宇佐神宮参拝の際に護衛を行ったり、足を患った際に霊泉に案内したとされることから、清麻呂の守護とされてきたことに由来する。
現存の社殿は、明治18年（1885年）より順次建て替えられている。邑久大工の田淵耘煙斎勝義の手によるもので、本殿・幣殿・釣殿・拝殿・随神門が一連の作となっている。明治の建築とはいえ、邑久大工の代表的な建築様式であり、装飾彫刻類もすばらしく、和気町指定文化財になっている。
表参道脇には和気町歴史民俗資料館が設けられている。
- 本殿
- 幣殿・釣殿・拝殿
- 天神社（天満宮）
- 絵馬殿
- 社務所
- 茶室
- 大猪殿
- 随神門
- 郷土芸能伝承館
- 和気町歴史民俗資料館
- 秋江園（社叢）

## 宮司
社家は、小森家で清麻呂の末裔と伝わる。清麻呂の姉 広虫が孤児を育て子供を守った事に因んで、孝明天皇より「小森（子守）」姓を賜ったといわれている。

## 現地情報
所在地
- 岡山県和気郡和気町藤野1385

交通アクセス
- 最寄駅：JR山陽本線和気駅よりタクシーで約15分

周辺
隣接する藤公園には日本一の藤棚があり季節には行楽客で賑わう。